# Oly Ilunga Kalenga

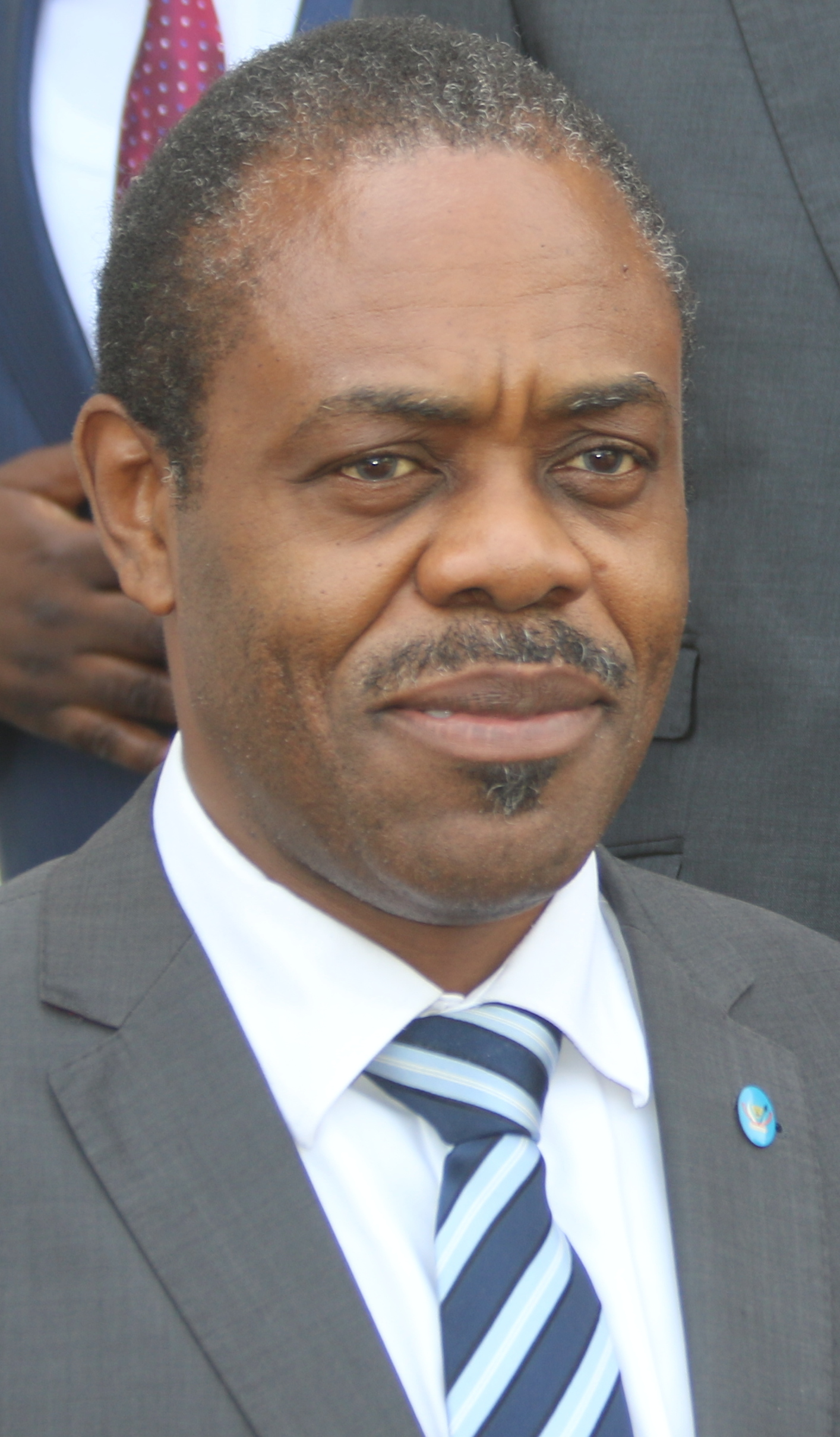
Oly Ilunga Kalenga (2018)

Oly Ilunga Kalenga (* 24. Juni 1960 in Belgisch-Kongo) ist Arzt und war 2016 bis Juli 2019 Gesundheitsminister der Demokratischen Republik Kongo.

## Leben und Wirken
Im Alter von 13 Jahren ging Ilunga Kalenga nach Belgien. Dort studierte er Medizin an der Universität von Namur und der Université catholique de Louvain. Er promovierte in Public Health und Epidemiologie. Außerdem studierte er an der Louvain School of Management Gesundheitsökonomie.
Oly Ilunga Kalenga ist Facharzt für Intensivmedizin und Innere Medizin. Er arbeitete über dreißig Jahre in den Cliniques de l’Europe in Brüssel. Unter anderem leitete er die Intensivstation und war von Januar 2013 bis Dezember 2016 Ärztlicher Direktor und Geschäftsführer. Seit dem Jahre 2000 war Ilunga Kalenga als externer Berater für das Gesundheitsministerium in Kinshasa tätig. Im Dezember 2016 wurde Oly Ilunga Kalenga kongolesischer Gesundheitsminister. In seine Amtszeit fiel der Beginn der Ebolafieber-Epidemie 2018 bis 2020. Im Juli 2019 trat er aufgrund von Uneinigkeit in der Regierung über die Strategie im Kampf gegen das Ebolafieber zurück. In der Folge wurde wegen des Verdachts der Veruntreuung von Hilfsgeldern ermittelt. Im März 2020 wurden er und sein Finanzberater zu jeweils fünf Jahren Arbeitslager verurteilt.